# Осима, Юмико
Юмико Осима (яп. 大島弓子 О:сима Юмико, р. 31 августа 1947 г.) — мангака, входившая в «Союз 24 года». Является одной из наиболее известных мангак, заложивших основы сёдзё-манги. Её первой профессиональной работой стала Paula no Namida (1968) в журнале Margaret. В 1978 году она получила премию издательства «Коданся» в категории «сёдзё» за мангу Wata no Kuni Hoshi, а в 2008 году — приз Тэдзуки Осаму за достижения в области культуры в категории «Короткая история» за «Cher Gou-Gou…mon petit chat, mon petit ami» (небольшая история, входящая в серию Guu-guu Datte Neko De Aru). Считается, что Осима, благодаря манге Wata no Kuni Hoshi, сделала популярными нэкомими.

## Работы
- Paula no Namida (яп. ポーラの涙, «Слёзы Паулы»), 1968
- Tanjou (яп. 誕生), 1970—1971
- Sakura Jikan (яп. 桜時間, «Пора цветения сакуры»), 1972
- Mimoza-yakata de Tsukamaete (яп. ミモザ館でつかまえて), 1973
- Nazuna yo Nazuna (яп. なずなよなずな), 1974
- Ichigo Monogatari (яп. いちご物語, «Клубничная история»), 1975
- Freud-shiki Ranmaru (яп. F式蘭丸), 1975
- Shichigatsu Nanoka ni (яп. 七月七日に), 1976
- Banana Bread no Pudding (яп. バナナブレッドのプディング), 1977—1978
- Wata no Kuni Hoshi (яп. 綿の国星), 1978—1987
- Akasuika Kisuika (яп. 赤すいか黄すいか), 1979
- Kinpatsu no Sōgen (яп. 金髪の草原), 1983
- Mainichi ga Natsuyasumi (яп. 毎日が夏休み), 1989
- Koi wa Newton no Ringo (яп. 恋はニュートンのリンゴ), 1990
- Christmas no Kiseki (яп. クリスマスの奇跡), 1995
- Guu-guu Datte Neko De Aru (яп. グーグーだって猫である), 1996 — наст. время